# Diascia cuneata
Diascia cuneata är en flenörtsväxtart som beskrevs av Ernst Meyer och George Bentham. Diascia cuneata ingår i släktet tvillingsporrar, och familjen flenörtsväxter. Inga underarter finns listade i Catalogue of Life.